# 1 − 3 + 9 − 27 + · · ·
In matematica, 1 − 3 + 9 − 27 + ... è una serie infinita i cui termini sono i successivi fattori di tre a segno alternato. Come una serie geometrica, essa è caratterizzata da un primo termine, 1, e da una proporzione comune, −3.
{\displaystyle \sum _{i=0}^{\infty }(-3)^{i}}
È possibile con un piccolo accorgimento, scrivere la serie come differenza di altre due serie, separando le potenze pari e dispari:
{\displaystyle 1-3+9-27+\cdots =(1+9+\cdots )-(3+27+\cdots )} che corrisponde a {\displaystyle \sum _{i=0}^{\infty }(-3)^{i}=\sum _{i=0}^{\infty }3^{2i}-\sum _{i=0}^{\infty }3^{2i+1}}.

## Sommatoria numero 1
Analizziamo ora la prima sommatoria: {\displaystyle \sum _{i=0}^{\infty }3^{2i}}.
1) Per le proprietà delle potenze possiamo scrivere {\displaystyle 3^{2i}=(3^{2})^{i}=9^{i}} facendo diventare la somma {\displaystyle \sum _{i=0}^{\infty }9^{i}};
2) Ponendo un numero m come punto finale otterremo che:{\displaystyle \sum _{i=0}^{m}9^{i}={\frac {1}{8}}\cdot (9^{m+1}-1)}

## Sommatoria numero 2
Analizziamo ora la seconda sommatoria: {\displaystyle \sum _{i=0}^{\infty }3^{2i+1}}.
1) Per le proprietà delle potenze possiamo scrivere {\displaystyle 3^{2i+1}=3\cdot (3^{2})^{i}=3\cdot 9^{i}} facendo diventare la somma {\displaystyle \sum _{i=0}^{\infty }3\cdot 9^{i}}, il {\displaystyle 3} si può portare fuori e ottenere {\displaystyle 3\cdot \sum _{i=0}^{\infty }9^{i}}.
2) Ponendo un numero m come punto finale otterremo che:{\displaystyle 3\cdot \sum _{i=0}^{m}9^{i}={\frac {3}{8}}\cdot (9^{m+1}-1)}.

## Somma parziale
Ritornando alla somma iniziale possiamo discutere la sua somma parziale.

### Valore Dispari
Caso nº1: il numero è dispari.
{\displaystyle \sum _{i=0}^{1}(-3)^{i}=1-3=\sum _{i=0}^{0}3^{2i}-\sum _{i=0}^{0}3^{2i+1}}
{\displaystyle \sum _{i=0}^{3}(-3)^{i}=1-3+9-27=\sum _{i=0}^{1}3^{2i}-\sum _{i=0}^{1}3^{2i+1}}
{\displaystyle \cdots }
{\displaystyle \sum _{i=0}^{m}(-3)^{i}=\sum _{i=0}^{\frac {m-1}{2}}3^{2i}-\sum _{i=0}^{\frac {m-1}{2}}3^{2i+1}}
La somma diventa quindi:{\displaystyle \sum _{i=0}^{\frac {m-1}{2}}3^{2i}-\sum _{i=0}^{\frac {m-1}{2}}3^{2i+1}={\frac {1}{8}}\cdot (3^{m+1}-1)-{\frac {3}{8}}\cdot (3^{m+1}-1)=-{\frac {1}{4}}\cdot (3^{m+1}-1)}
Più precisamente abbiamo che:{\displaystyle 9^{{\frac {m-1}{2}}+1}=3^{m+1}}

### Valore Pari
Caso nº2: il numero è pari.
{\displaystyle \sum _{i=0}^{2}(-3)^{i}=1-3+9=\sum _{i=0}^{1}3^{2i}-\sum _{i=0}^{0}3^{2i+1}}
{\displaystyle \sum _{i=0}^{4}(-3)^{i}=1-3+9-27+81=\sum _{i=0}^{3}3^{2i}-\sum _{i=0}^{2}3^{2i+1}}
{\displaystyle \cdots }
{\displaystyle \sum _{i=0}^{m}(-3)^{i}=\sum _{i=0}^{m-1}3^{2i}-\sum _{i=0}^{m-2}3^{2i+1}}
La somma diventa quindi:{\displaystyle \sum _{i=0}^{m-1}3^{2i}-\sum _{i=0}^{m-2}3^{2i+1}={\frac {1}{8}}\cdot (9^{m}-1)-{\frac {3}{8}}\cdot (9^{m-1}-1)={\frac {1}{8}}\cdot (9^{m}-3\cdot 9^{m-1}+2)} .

## In generale
Abbiamo così ottenuto le formule per calcolare la somma in tutti i casi:
m dispari = {\displaystyle -{\frac {1}{4}}\cdot (3^{m+1}-1)}
m pari = {\displaystyle {\frac {1}{8}}\cdot (9^{m}-3\cdot 9^{m-1}+2)}